# 19182 Pitz
19182 Pitz (1991 TX2) là một tiểu hành tinh vành đai chính được phát hiện ngày 7 tháng 10 năm 1991 bởi L. D. Schmadel và F. Borngen ở Tautenburg.